# Belgische Badmintonmeisterschaft 1966
Die Belgische Badmintonmeisterschaft 1966 fand in Brüssel statt. Es war die 18. Auflage der nationalen Badmintonmeisterschaften von Belgien.

## Titelträger
| Disziplin    | Sieger                         |
| ------------ | ------------------------------ |
| Herreneinzel | Roger Vanmeerbeek              |
| Dameneinzel  | Bep Verstoep                   |
| Herrendoppel | Roger Vanmeerbeek Herman Moens |
| Damendoppel  | Bep Verstoep Gerda Moens       |
| Mixed        | Herman Moens Bep Verstoep      |